# Ядерна програма Ірану
Ядерна програма Ірану була почата в 1950-х роках за підтримки США в рамках програми Атоми за мир. США та країни Західної Європи брали участь в ядерній програмі Ірану до Ісламської революції 1979.

## Історія
Після революції 1979 року, аятола Хомейні припинив таємну програму ядерних досліджень, оскільки в нього було сильне релігійне упередження до ядерної зброї, яку він вважав великим злом з точки зору мусульманських законів. Під час ірано-іракської війни були відновлені невеликі наукові дослідження, які були істотно розширені після смерті аятоли в 1989 році. Ядерна програма Ірану розташована в декількох установах по всій країні, має дві уранові копальні, дослідницький реактор, та заводи з переробки урану, зокрема, три відомих заводи зі збагачення урану.
Перший атомний реактор, Бушер І, був добудований при підтримці російської компанії Росатом, і офіційно відкритий 12 вересня 2011 року. Іран оголосив, що працює над новою АЕС потужністю 360 МВт, яка буде розташована в Дарховіні. Підрядник на Бушерській АЕС, російський Атоменергопром, стверджує, що Бушерська АЕС досягне повної потужності до кінця 2012 року. Іран також заявив, що й надалі будуватиме атомні електростанції середньої потужності та уранові копальні.
У листопаді 2011 року МАГАТЕ висловило Ірану зауваження після доповіді щодо ознак можливої розробки ядерної зброї. Вперше доповідь МАГАТЕ докладно описує роботи над створенням атомного детонатора, багатоточкового ініціювання вибухових речовин, та експерименти, пов'язані з інтеграцією ядерних боєголовок в ракети. Іран відкинув доповідь і звинуватив МАГАТЕ у прозахідному ухилі і пригрозив скоротити співпрацю з МАГАТЕ.

### Ядерна угода
15 липня 2015 року Іран та країни (США, Франція, Велика Британія, Німеччина, Китай та Росія) досягли угоди щодо іранської ядерної програми в обмін на відміну санкцій проти Ірану. За згодою Іран має допустити інспекторів МАГАТЕ на свої ядерні об'єкти, країни Заходу, у свою чергу, покроково зніматимуть з Ірану санкції. Угода має бути ратифікована усіма сторонами та схвалена Радою Безпеки ООН.
8 травня 2018 року Дональд Трамп оголосив про вихід США з ядерної угоди і поновлення санкцій проти Ірану. Це рішення отримало підтримку Ізраїлю.

### Відновлення
2 січня 2021 року влада Ірану офіційно повідомила МАГАТЕ про намір збагачувати уран до 20 %. МАГАТЕ проінформувало про це Раду Безпеки ООН. А вже 4 січня на іранському ядерному об'єкті у Фордо почався процес збагачення урану на рівні 20 %. 7 січня, в інтерв'ю державній телерадіомовній корпорації ІРІБ офіційний представник Організації атомної енергії Ірану Бехруза Камальванді, заявив, що Іран може «спокійно» довести збагачення урану до 90 %.
Восени 2022 року за даними Reuters, іранська влада почала масове нарощення можливостей зі збагачення урану, використовуючи центрифуги на підземному заводі в Натанзі. 11 грудня 2022 року на хімічному факультеті Ісфаханського технологічного університету, що пов'язаний з військовими проєктами Ірану, стався вибух.
Наприкінці листопада 2024 року Рада МАГАТЕ ухвалила резолюцію, яка закликала Іран погодитися на нові перемовини щодо ядерної програми. Натомість країна запустила нові сучасні центрифуги для збагачення урану. Відповідно заяви спікера парламенту Ірану, країна змушена вживати необхідних заходів для забезпечення своєї національної безпеки.

## Співпраця з МАГАТЕ
МАГАТЕ не могло оприлюднити рішення щодо того, чи створює Іран ядерну зброю. Зазвичай, доповіді МАГАТЕ стверджують про відсутність незадекларованих ядерних розробок лише в країнах, що погодились на додатковий протокол. Іран припинив участь в добровільних і необов'язкових умовах додаткового протоколу та всю іншу добровільну співпрацю з МАГАТЕ після того, як рада директорів МАГАТЕ вирішила доповісти про невиконання обов'язкових умов Раді безпеки ООН в лютому 2006 року. РБ ООН ухвалила резолюцію 1737, пославшись на Главу VII Статуту ООН, зобов'язавши Іран впровадити додатковий протокол. Іран наполягає на тому, що втручання РБ ООН в «питання мирної ядерної програми Ісламської республіки Іран» незаконне та шкідницьке.
Починаючи з 2011 року, МАГАТЕ висловлює занепокоєння можливим військовим виміром ядерної програми Ірану, було оприлюднено ряд доповідей, в яких йшлося про цю можливість.
Заступник генерального директора МАГАТЕ Герман Накертц повідомив 18 січня 2013 року, що знову не вдалось досягти домовленості про врегулювання з невирішених питань стосовно можливого військового виміру ядерної програми Ірану. За його словами, інспекторам МАГАТЕ знову не було надано доступу до військового об'єкту у місті Парчін, де, на думку експертів, можуть проводитися ядерні випробовування.
2019 року МАГАТЕ сформулювало мету проєкту «IRA2018001» у консультації з іранцями, пояснивши, що діяльність має бути спрямованою на підвищення кваліфікації вчених і поліпшення апаратної та програмної інфраструктури для покращення роботи та використання дослідницьких реакторів. Окрім цього, МАГАТЕ фінансувало численні програми навчання вчених з Тегерана в Росії. Відібрані експерти інколи тижнями перебували в росії в структурах Росатому.

## Військове застосування ядерної енергії
На думку дослідників аналітичного центру MEMRI, попри публічні заяви іранських високопосадовців про мирний характер ядерної програми, основною метою Верховного лідера Алі Хаменеї залишається захист режиму від будь-яких атак з боку країн Заходу та підвищення статусу Ірану до рівня світових наддержав, які мають ядерну зброю.
Восени 2012 року, після посилення санкцій проти Ірану, низка представників іранської влади виступили із заявами про необхідність застосування ядерного палива на атомних кораблях та атомних підводних човнах. Уран, збагачений до рівня, придатного для використання в реакторах підводних човнів, також може бути використаний і для створення атомної зброї.
13 грудня 2016 року іранська сторона звинуватила США в порушенні раніше досягнутих домовленостей, а президент Ірану Хассан Рухані оголосив про початок робіт над створенням підводних човнів з ядерною силовою установкою. Натомість речник Білого дому та речник Державного департаменту США заявили, що такі роботи не порушують домовленостей Спільного всеосяжного плану дій.